# كأس البرازيل 2014
كأس البرازيل 2014 هو الموسم 26 من  كأس البرازيل. أقيم خلال الفترة 19 فبراير 2014 وحتى 26 نوفمبر 2014، وأشرف على تنظيمه اتحاد البرازيل لكرة القدم، وكان عدد الأندية المشاركة فيه  87، وفاز فيه أتلتيكو مينييرو.